# 谷川りさこ
谷川 りさこ（たにがわ りさこ、本名：谷川 利沙子、1990年5月29日 - ） は、日本のファッションモデル、俳優。大阪府出身。ソフィープロモーション所属。主に『GINGER』モデルの他『andGIRL』、『CLASSY.』に出演。『S Cawaii!』元専属モデル。血液型O型。

## 来歴
高校卒業後に運動不足で太り、ダイエットを決意。10kgの減量の後、2011年9月より雑誌『KATY』（トランスメディア出版）の専属モデルとしてモデルデビュー。2012年9月から2017年10月までの5年間、雑誌『S Cawaii!』（主婦の友社）にてレギュラーモデルを務めた。2014年10月、フジテレビ系連続ドラマ『ディア・シスター』にて俳優としてデビュー。2016年10月号から雑誌『GINGER』、2018年5月号から『andGIRL』にレギュラーモデルとして掲載。2018年11月より、フジテレビ『テラスハウス』のOPENING NEW DOORS（軽井沢編）に、本名の「谷川利沙子」名義で出演。テラスハウス卒業後はファッション誌やトークショー、テレビ出演など多彩なキャリアを発揮している。
2024年に入籍。

## 出演

### テレビドラマ
- ディア・シスター（2014年10月-12月、フジテレビ） - 優子 役
- 37.5℃の涙（2015年7月-9月、TBSテレビ） - 佐藤さやか 役
- スミカスミレ（2016年2月-3月、テレビ朝日） - 大浦玲那 役
- 逃げるは恥だが役に立つ（2016年10月-12月、TBSテレビ） - 吉田ゆかり 役
- 頭取 野崎修平（2020年1月19日 - 2月16日、WOWOW） - 丸山奈々 役
- 逃げるは恥だが役に立つ ガンバレ人類! 新春スペシャル!!（2021年1月2日、TBS） - 吉田ゆかり 役
- あなたがしてくれなくても（2023年4月-7月、フジテレビ）

### 映画
- スマホを落としただけなのに 囚われの殺人鬼（2020年2月21日全国公開、東宝） - 藤井未央 役

### テレビ
- テレビ東京「Tokyo Blandnew Girls」（2013年）
- BSスカパー!「ALLザップ」（2014年10月）
- BS日テレ「キレイサローネ」（2015年8月）
- 日本テレビ「解決!ナイナイアンサー」（2016年5月）
- BS-TBS「タビフク+VR～北海道 支笏湖・定山渓～」（2018年7月）
- TBS「最高の最低」（2019年3月）
- TBS「その他の人に会ってみた」（2019年5・6月）
- TBS「一撃!メロメロワード」（2019年7月）

### 配信/テレビ
- テラスハウス OPENING NEW DOORS（2018年11月6日～Netflix配信、2018年12月～フジテレビ）[6]

### TVCM
- 久光製薬「サロンパス」篇（2015年～2022年）
- ネイチャーラボ
  - 「Moist Diane・シャンプー エクストラダメージリペア」篇（2015年5月8日）
  - 「Moist Diane・シャンプー エクストラシャイン」篇（2015年5月8日）
  - 「Moist Diane・シャンプー エクストラダメージリペア」篇（2015年11月10日）
  - 「Moist Diane・シャンプー エクストラシャイン」篇（2015年11月10日）
- 花王
  - 「ケープ・3Dエクストラキープ～ハロウィン・女子会」篇（2016年9月10日）
  - 「ケープ・3Dエクストラキープ～ヘアアレンジしたらケープ」篇（2016年11月8日）
- ホットヨガスタジオLAVA
  - 「谷川さんの体験談」篇（2017年9月）
  - 「ジムは続かなかったのに」編（2019年9月）
  - 「運動は苦手」編（2019年9月）
  - （2021年7月3日）
- コカ・コーラ
  - 「平昌2018冬季オリンピックキャンペーン夢の舞台」篇（2018年1月）
  - プラス「おいしいから飲む夏」篇（2018年6月）
  - 「ラグビーの時間もコークでしょ」篇（2019年9月）
- JALカード
  - 「マイル旅～沖縄離島めぐり」篇（2018年11月）
  - 「TRY!マイル旅～うさぎ島・しまなみ海道・雪見温泉・シメパフェ」篇（2019年2月）
  - 「TRY!マイル旅～台北スイーツ天国・十分ランタン飛ばし」篇（2019年5月）
  - 「TRY!マイル旅～九份サンセット台湾茶」篇（2019年5月）
  - 「TRY!マイル旅～マイル旅でハワイ・まんぷくハワイグルメ」篇（2019年10月）
  - 「TRY!マイル旅～ごきげんアクティブハワイ」篇（2019年10月）
  - 「マイル旅でハワイ」篇（2019年10月）
- アサヒ緑健「緑効青汁品質訴求」篇（2023年9月1日）
- セブンイレブン「あったかスープ&鍋」篇（2023年11月21日）

### 広告
- 近鉄百貨店「コスメティックフェア」（2016年3月、7月、10月）
- ネイチャーラボ「スベルティ〜スマート菌とります！〜（2015年5月）」[7]
- ネイチャーラボ「モイスト・ダイアン」（2015年5月）[8]
- auvell(オーヴェル)/dazzy（2017年6月）
- セフィーヌ「シルクウェットファンデーション」（2017年7月）
- 主婦の友社「ボディメイクブラ」
- かならぼ「Fujiko眉ティント～本気にさせる女になる～好きです～」（2018年7月）
- SUZUKI「ハスラー ワンダラー～New HUSTLER Wanderer Debut!～」（2018年11月）
- ディアナチュラスタイル「鉄とマルチビタミン、1粒で。」（2018年12月）
- 新宿ルミネ「フレーフレー！あたらしいわたし～Hello! Brand New Me!～」（2019年3月）
- 平成を振り返る「#ありがとう平成」（2019年4月）
- チュチュアンナ「Glamagic」「すっぴんメイクブラ」（2020年10月）

### 雑誌
- KATY（2011年9月号〜12月号専属モデル、トランスメディア）
- S Cawaii!（2012年9月号〜2017年10月号レギュラーモデル、主婦の友社）
- GINGER（2016年10月号〜レギュラーモデル、幻冬舎）
- andGIRL（2018年5月号〜レギュラーモデルエムオン・エンタテインメント）
- CLASSY.（2019年10月号〜光文社）
- ヨガジャーナル（セブン&アイ出版）
- ネイルUP！（ブティック社）
- VoCE（講談社）
- 美しいキモノ（ハースト婦人画報社）
- GLITTER（トランスメディア）
- SNOW ANGEL（日之出出版）
- 横浜・湘南ウエディング（主婦と生活社）
- GREEN GORA（幻冬舎）
- bea's up（スタンダードマガジン社）
- bis（光文社）
- こまちウエディング
- 沖縄ウェディング

### 書籍
- 下半身からモデル脚になる！大山式魔法のパッド（2020年3月）主婦の友社
- 毎日3分で1サイズダウン！ 自分で育む「女優小顔」（2023年9月）幻冬舎

### ランウェイ・イベント
- 2012年
  - 9月 関西コレクション
- 2013年
  - 8月 a-nation&GirlsAward island collection
  - 8月 TGC×お台場合衆国
  - 9月 GirlsAward2013A/W
  - 9月 TGC×お台場冒険王
- 2014年
  - 5月 東京ガールズタウン「Thailand Comic Con 2014」inタイ
  - 9月 SHIBUYA 109 KAGOSHIMA×TGC Night AW
  - 9月 TGC A/W
  - 12月TGC Night X’mas Party
- 2015年
  - 3月 TGC S/S
  - 9月 TGC A/W
  - 10月 TGC 北九州2015
  - 11月 琉球アジアコレクション RACo2015
- 2016年
  - 3月 TGC S/S
  - 9月 TGC A/W
- 2017年
  - 3月 TGC S/S
  - 3月 幻冬舎GINGER創刊8周年記念イベント
  - 9月 TGCA/W
  - 10月 TGC 北九州2017
- 2018年
  - 3月 TGC S/S
  - 3月 幻冬舎GINGER創刊9周年記念イベント
  - 7月 TGC 富山
  - 8月 YUMI KATSURA GRAND COLLECTION in OSAKA
  - 9月  TGC A/W
  - 12月 幻冬舎GINGER×bills大阪イベント
  - 12月 集英社andGIRL Xmas Party
- 2019年
  - 3月 幻冬舎GINGER創刊10周年イベント
  - 4月 PINKO Fall/Winter 2019-2020 Collection
  - 10月 COACH×MICHAEL B. JORDAN コレクション

### EC・WEBサイト/カタログ
≪ファッション≫
- TODAY'S PICK UP/UNIQLO
- MIX AND MATCH OUTFITS FOR WEEKDAY./GLOBAL WORK
- efffy2020AW/東京デリカ
- fifth(フィフス)/SHARE
- アズールバイマウジー(AZUL BY MOUSSY)/バロックジャパンリミテッド
- スライ(SLY)/バロックジャパンリミテッド
- ミモレ(mi-mollet)/講談社
- ryuryu/ベルーナ
- GeeRA/ルーナ
- フューティアランド(FutierLand)/ベルーナ
- ベルメゾン/千趣会
- ラフィット/千趣会
- イマージュ(IMAGE)/セシール
- ハッピーマルシェ/くらしと生協
- Pieds/アイトス
- グロウ/サーヴォ
- ENJOY/カーシーカシマ
- CounterBiz/ハネクトーン早川
- BONOFFICE/ボンマックス
- Selery/セロリー
- アンジョア/ジョア
- FOLK(フォーク)/フォーク
- nuovo(ヌーヴォ)/フォーク
- セシール(cecile)/セシール
- ニッセン(nissen)/ニッセン
- レディメイド(LADYMADE)/株式会社リンワン
- OIOIVoi/丸井
- 神戸レタス(KOBE LETTUCE)/マキシム
- フェリシモ(FELISSIMO FASHION)/フェリシモ
- ラズレナ(Luz Llena)/ネバーセイネバー
- ドリードール(DorryDoll)/アサクラ
- ナリス化粧品
- アンファミエ/ナースステージ
- ナースリー/株式会社ナースステージ
- ジョイフル恵利/株式会社ジョイフルまるやま
- biwa桜/株式会社びわ桜
- 近江屋/株式会社 近江屋

≪インナーウェア≫
- Glamagic(グラマジック)/チュチュアンナ
- エアリズム/UNIQLO
- セシレーヌ(Cécilene)/セシール
- センスオブリラクシング/千趣会